# Edvard Evers
Edvard Evers, född 12 maj 1853 i Uddevalla församling, Göteborgs och Bohus län, död 22 oktober 1919 i Norrköpings Matteus församling, Östergötlands län, var en svensk präst, författare och samlare, vars mest kända verk torde vara texten till sången Jul, jul, strålande jul.

## Biografi
Son till stadskassören Per Emil Evers och Mathilda Nordström. Edvard Evers studerade vid Lunds universitet och avlade examen i teologi 1878. Han prästvigdes i Strängnäs 1879, där han tjänstgjorde fram till 1880. Därefter flyttade Evers till Stockholm där han blev komminister i Adolf Fredriks församling 1884. Edvard Evers utsågs till kyrkoherde i Norrköpings Norra församling (nuv. Norrköpings Matteus församling) i Norrköping 1892.
Evers skrev många psalmtexter. Han finns representerad med fyra originalverk i 1986 års psalmbok (nr 165, 369, 421 och 583) samt tre översättningar/bearbetningar (nr 60, 114 och 424).
1902 presenterade han på privat initiativ ett eget fullständigt psalmboksförslag, och 1903 och 1906 egna förslag till tillägg till 1819 års psalmbok. Denna hade då använts i nästan hundra år, men det kom att dröja till 1921 innan ett tillägg kom ut (Nya psalmer 1921). 1902 års psalmboksförslag presenterades med undertitel: "Förslag till reviderad psalmbok. Utarbetadt med hänsyn till de af psalmbokskommittéen åren 1889 och 1896 utgifna psalmboksförslagen samt teologiska fakulteternas och domkapitlens, äfvensom enskilde granskares, utlåtanden, under medverkan af biskop U.L. Ullman. Fullbordadt år 1902."
Evers utgav boken Från kunskapens träd :  lifvets högsta frågor belysta af siare och tänkare från olika tider och folk (1897, Libris 1662804), som består av religionsfilosofiska citat av över 300 olika författare, från Platon till Pontus Wikner. Det är en svensk bearbetning av Paul von Gizyckis »Vom Baume der Erkenntnis : Fragmente zur Ethik und Psychologie aus der Weltlitteratur», Bd. 1. "Grundprobleme" (1896).

## Psalmer
- Jul, jul, strålande jul
- Den stora vita här vi se 1917 översättning av Hans Adolf Brorsons danska text. I Herren Lever 1977 nr 880 Finns på Wikisource.
- Dig lyft, min själ, och skåda kring (1921 nr 655) bearbetning av Olof Kolmodins text.
- En Fader oss förenar (1986 nr 60) översättning av Bernhard Severin Ingemanns danska original.  Finns på Wikisource.
- Från Gud vill jag ej vika (1986 nr 551) efter Ludvig Helmbolds original (dock inte Evers verk enligt 1986 års psalmbok)
- Gammal är kyrkan, Herrens hus (1937 nr 163) översättning av Grundtvigs text som sannolikt ändrades mycket till 1986 års psalmbok då Evers insatser togs bort.
- I dödens bojor Kristus låg (1937 nr 113) bearbetad 1902  Finns på Wikisource.
- Jag höja vill till Gud min sång (1986 nr 424) översättning av norske Magnus Brostrup Landstads text 1902.
- Jerusalem, du högtbelägna stad (1937 nr 596) bearbetning av den tidigare svenska översättningen av Johann Matteus Meyfarts tyska text.  Finns på Wikisource.
- Jesus, det renaste (1986 nr 650) översatt 1917 men inte medtagen som översatt psalm i 1986 års psalmbok.
- Med pelarstoder tolv står Herrens helga kyrka (1986 nr 369) skriven 1914
- När vintermörkret kring oss står (1986 nr 421) skriven 1914.  Finns på Wikisource.
- O, se den stora, vita här (1921 nr 671, 1986 nr 170) bearbetad 1917 men sen omgjord av Anders Frostenson Finns på Wikisource.
- Pärlor sköna, ängder gröna (1986 nr 583) skriven 1899 Finns på Wikisource.
- Stilla natt, heliga natt (1986 nr 114) bearbetning 1917. Finns på Wikisource.
- Så gick din gång till härlighetens värld (1921 nr 521)
- Tanke, som fåfängt spanar (1937 nr 264) skriven okänt årtal
- Vår blick mot helga berget går i Herren Lever 1977 nr 880, 1986 nr 165. Skriven 1906 och 1914. Ursprungligen skriven till samma melodi som Den stora vita här vi se. Finns på Wikisource.

## Andra verk i urval
- Stjernor i djupet : tankar i dikt. Stockholm: Skoglund. 1888. Libris 21331984. https://litteraturbanken.se/f%C3%B6rfattare/EversE/titlar/StjernorIDjupet/sida/2/faksimil/?om-boken